# Astronaut (film, 2019)
Pour plus de détails, voir Fiche technique et Distribution.
Astronaut est un film dramatique canadien réalisé par Shelagh McLeod (en) et sorti en 2019.

## Synopsis
Angus est un vieil homme veuf. Lorsqu'un milliardaire annonce un concours permettant trois individus de partir dans l'espace, Angus voit sa chance de vivre le rêve de sa vie. Angus, en mentant sur son âge, participe au concours et remporte l'une des trois places.

## Fiche technique
- Réalisation : Shelagh McLeod
- Scénario : Shelagh McLeod
- Photographie : Scott McClellan
- Direction artistique : Helen Kotsonis
- Décors : Laura Mackenzie
- Costumes : Crystal Silden
- Montage : Tiffany Beaudin
- Musique : Virginia Kilbertus
- Production : Jessica Adams, Sean Buckley et Harry Cherniak
- Société de production : Aqute Media, BUCK Productions et Eggplant Picture & Sound
- Société de production : Quiver Distribution
- Pays de production :  Canada
- Langue originale : Anglais
- Format : Couleur
- Genre : Drame
- Durée : 97 minutes
- Date de sortie : 2019

## Distribution
- Richard Dreyfuss : Angus Stewart
- Lyriq Bent : Jim Williams
- Krista Bridges : Molly Williams
- Colm Feore : Marcus Brown
- Richie Lawrence : Barney Williams
- Art Hindle : Joe
- Graham Greene : Len
- Judy Marshak : Infirmière Judy
- Jennifer Phipps : Alice
- Joan Gregson : Frannie
- Karen LeBlanc : Elisa
- Paulino Nunes : Bill
- Mimi Kuzyk : Liz
- Mike Taylor : Chef né
- Colin Mochrie : Journaliste
- Jeff Douglas : Garde
- Rhona Shekter : Maggie
- Anthony Bekenn : Médecin
- Maria Ricossa : Journaliste
- Jason Burke : Ingénieur en construction routière
- Alex Hatz : Ingénieur
- Peter Valdron : Technicien
- Sandra Beech : Jenny
- Jonathan Walton : Pilote
- Lori Hallier : Contrôleuse de mission de Ventura
- Ryan LaPlante : Présentateur radio
- Rosemary Dunsmore : Evaluateur de Ventura
- Chris Gleason : Employé de Ventura
- Shelagh McLeod : Évaluatrice médicale de Ventura

## Distinctions

### Récompenses
- National Film Awards UK (2021) :
  - Meilleure réalisation pour Shelagh McLeod

### Nominations
- Festival international du film d'Édimbourg (2019) :
  - Prix du public

- National Film Awards UK (2020) :
  - Meilleure réalisation pour Shelagh McLeod
  - Meilleur acteur pour Richard Dreyfuss
  - Meilleur scénario pour Shelagh McLeod
  - Meilleur long-métrage
  - Meilleur film indépendant

- Prix Écrans canadiens (2020) :
  - Meilleurs effets visuels pour Sam Javanrouh et Helen Thach

- Young Artist Awards 2020) :
  - Meilleur jeune acteur dans un long métrage pour Richie Lawrence